# ドッペルマイヤー・ガラベンタ・グループ

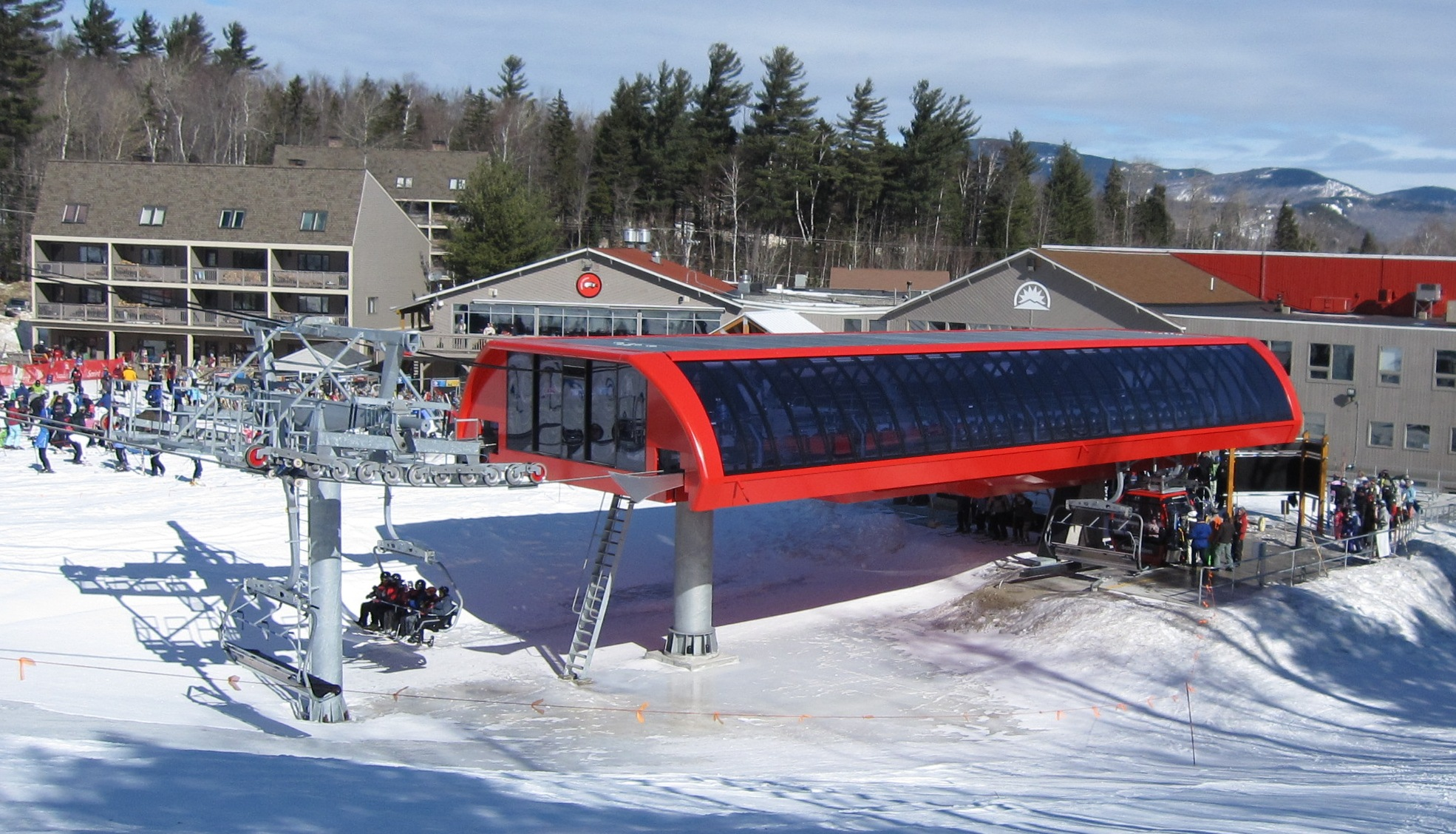
サンデーリバー・スキー場のドッペルマイヤーCTEC製コンビリフト（アメリカ合衆国・メイン州）

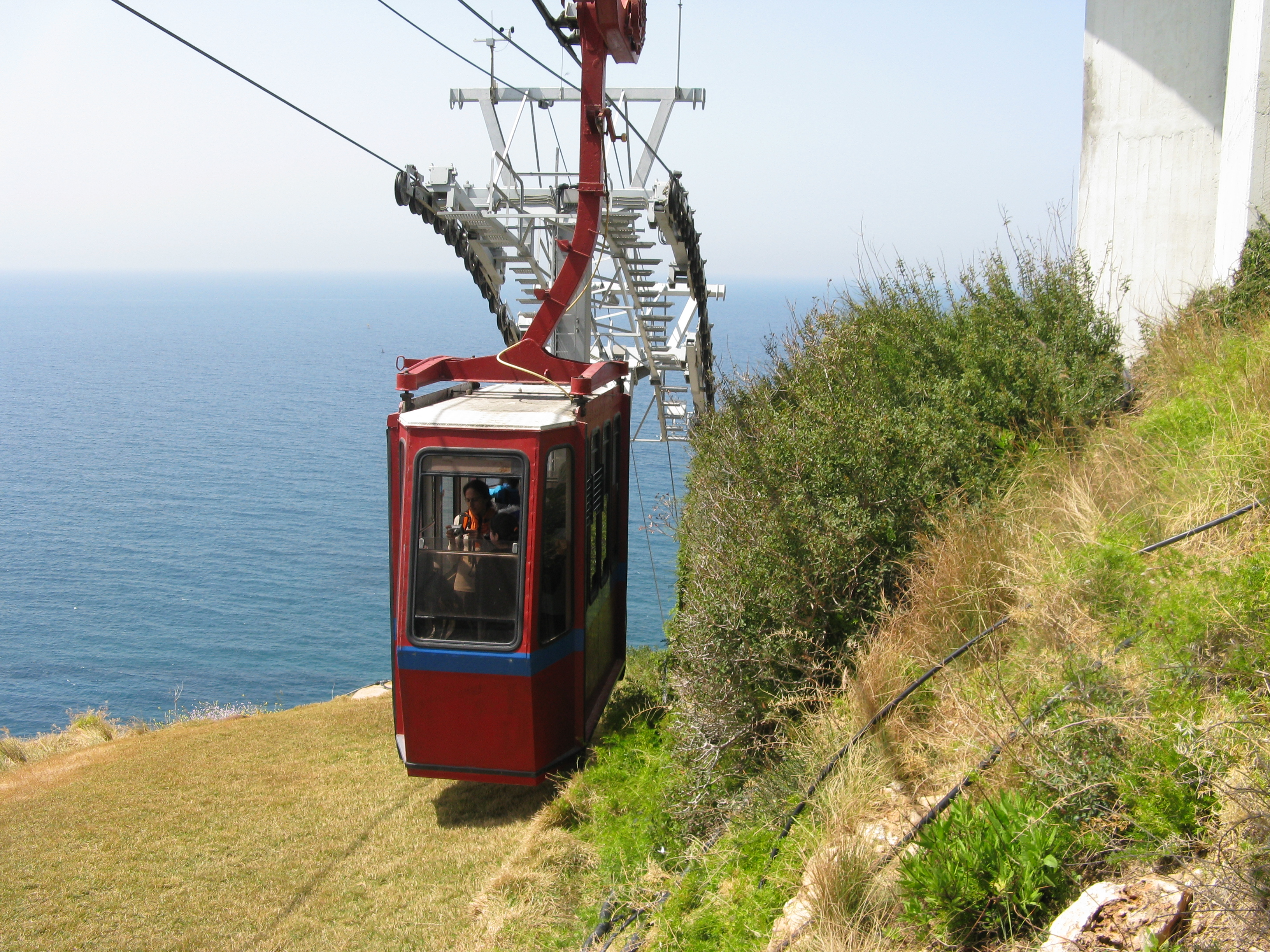
イスラエルにあるロッシュ・ハニクラ洞窟ロープウェイは、世界で最も急勾配のもので、60度の勾配を持つ。

ドッペルマイヤー・ガラベンタ・グループ（ドイツ語: Doppelmayr/Garaventa-Gruppe、英語: Doppelmayr Garaventa Group） は、 チェアリフト・ゴンドラなどの索道、ケーブルカー、スキー場・遊園地用牽引車、新交通システムおよびマテリアルハンドリング装置を製造しているオーストリアの製造会社。現在までに、ドッペルマイヤーとガラベンタは89カ国で14,600以上に及んでいる。ドッペルマイヤー・ガラベンタ・グループは、2002年にオーストリア・ヴォルフルトのドッペルマイヤーとスイス・ロートクロイツのガラベンタAGが合併し、世界最大の索道メーカーとなった。日本においては日本ケーブルと業務提携を行っており、直接索道建設を行った事例は無いものの、同社を通じての技術導入やグループ会社製の搬器などの部品納入を行ったりしている。

## 歴史

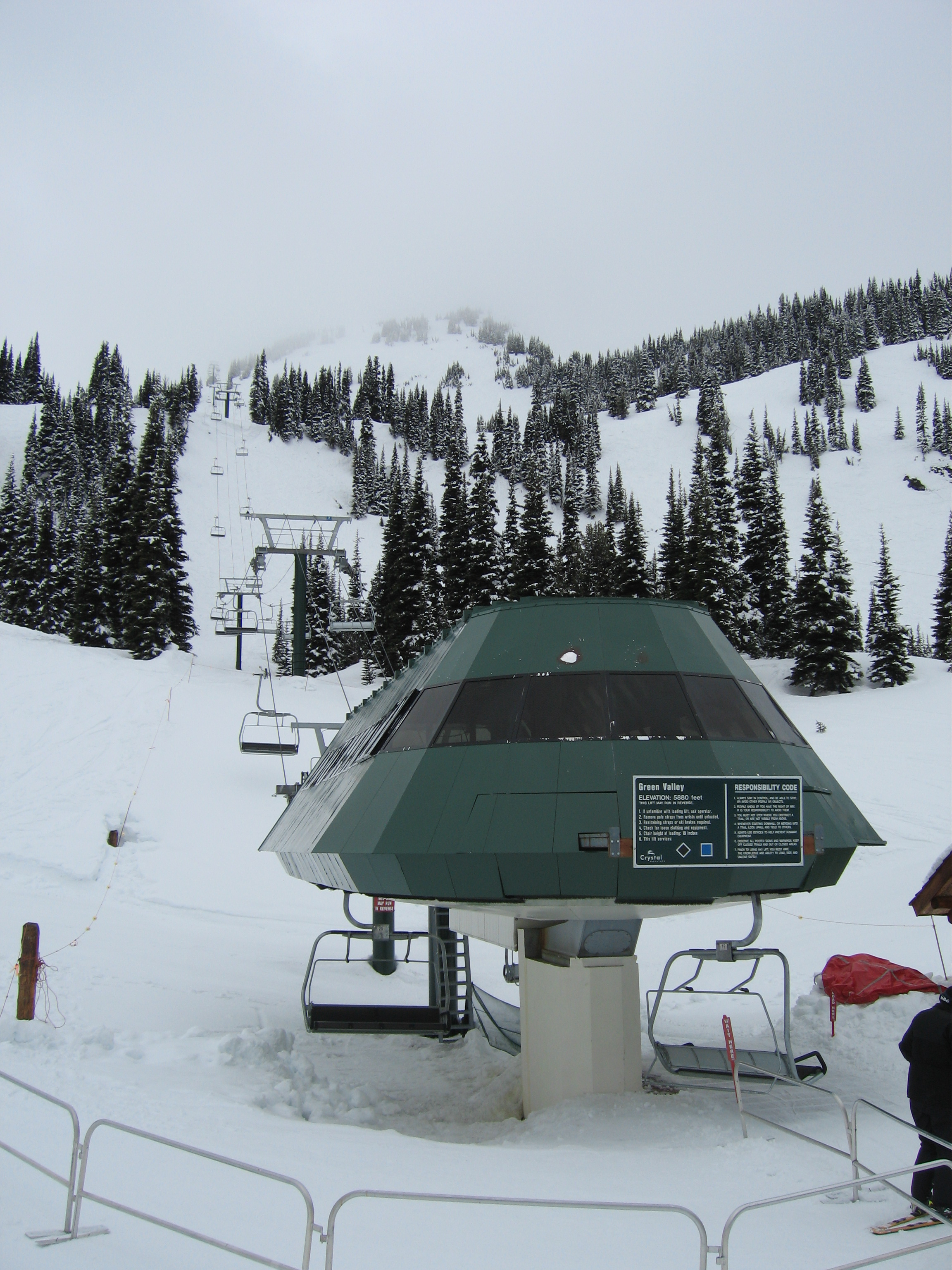
クリスタル・マウンテンのグリーンバレー・エクスプレス高速クワッドリフト（アメリカ合衆国・ワシントン州）

ドッペルマイヤーは1892年、オーストリアのヴォルフルトでコンラッド・ドッペルマイヤーによって設立された。 
1967年に、創設者コンラッド・ドッペルマイヤーの孫であり、エミール・ドッペルマイヤーの息子アルツール・ドッペルマイヤーが同社の代表取締役に就任した。20世紀後半にアルプス山脈のレクリエーションが世界中で急速に拡大する中、アルツールはフォアアールベルク・ケーブルカーを設立し、世界的メーカーに。ドッペルマイヤー・ホールディングスは1996年、スイスのゴンドラとケーブルカーのメーカーであるフォン・ロール・ホールディングスの索道部門フォン・ロール・トランスポート・システムズを、2002年にスイスの搬器メーカーCWAを買収した。また2001年にはドッペルマイヤーとガラベンタの合併が発表され、翌年に合併した。 
2011年4月、ロンドンロープウェイ建設業者に選定され、エミレーツ・エア・ラインとして開業した。 

## 部署

### ドッペルマイヤー・ザイルバーネン

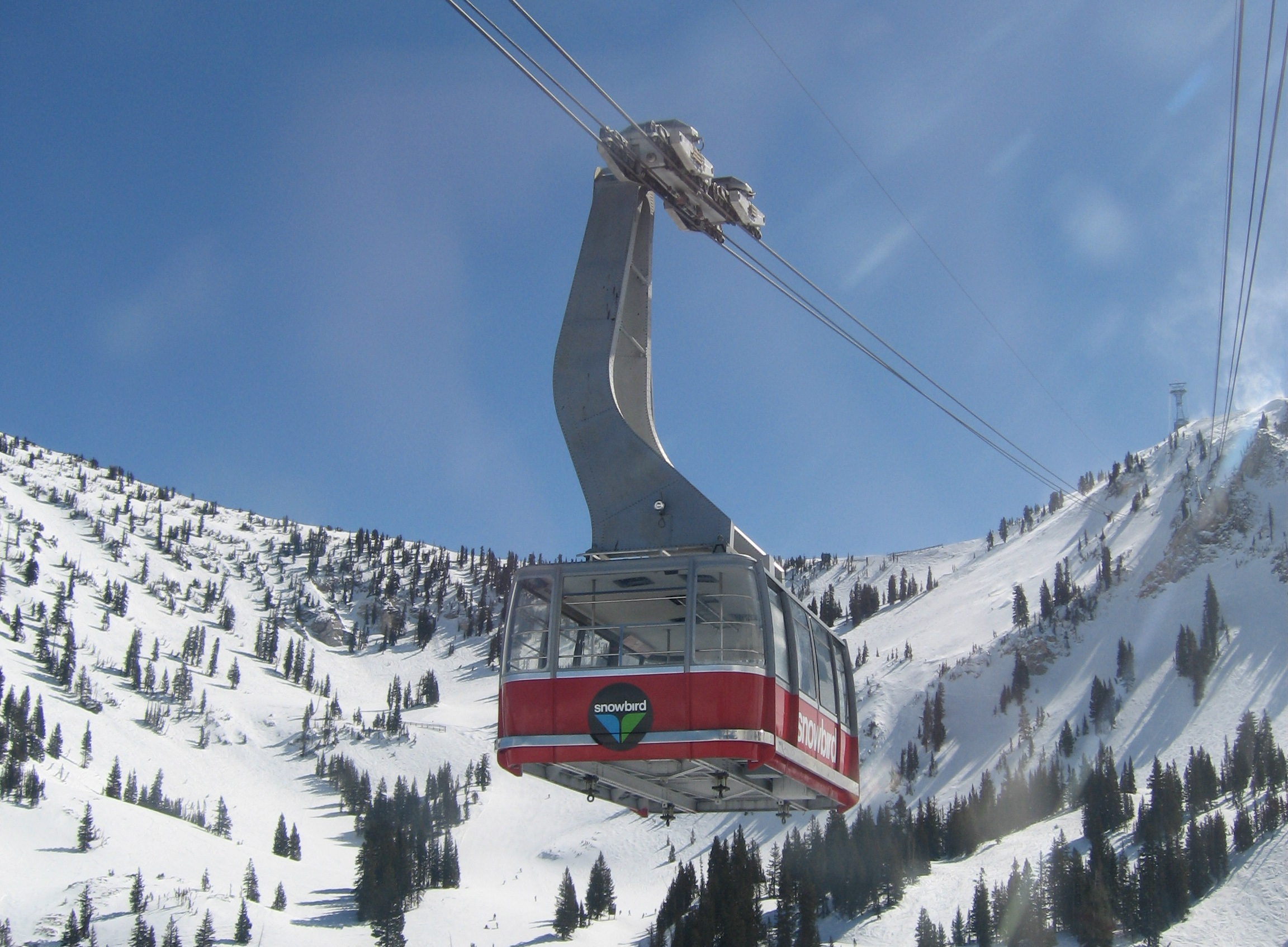
スノーバードのガラベンタ・エアリアル・トラム（アメリカ合衆国・ユタ州）

ドッペルマイヤーの主要なロープウェイ製品には、ドッペルマイヤーおよびガラベンダブランドで販売されているケーブルカー、ゴンドラ、自動循環式・固定循環式リフト、及びテレスキーなど。同社はキッツビュール（オーストリア）、コブレンツのザイルバーン・コブレンツ（ドイツ）、ウィスラー・ブラッコム（カナダ）にあるピーク2ピーク・ゴンドラなどの「3Sロープウェイ」や、スキーリフト用の暖房シートなどの革新的な装置も開発している。 

### ドッペルマイヤー・ケーブル・カー (DCC)
ドッペルマイヤー・ケーブル・カー (DCC) は、空港や都市交通用の新交通システム建設を行っている。最初の導入は、1999年にラスベガスのマンダレイ・ベイで行われ、カナダのトロントピアソン国際空港、イギリスのバーミンガム国際空港、メキシコのメキシコシティ国際空港、アメリカのオークランド国際空港でも導入されている。イタリアのヴェネツィア、ベネズエラのカラカス、カタール・ドーハのハマド国際空港に「ケーブル・ライナー」を建設した。

### ドッペルマイヤー・トランスポート・テクノロジー
ドッペルマイヤー・トランスポート・テクノロジー は、マテリアルハンドリング装置の開発・販売を行っている。  当初は旅客用に設計された索道技術を流用し、搬器のみ貨物用のものが取り付けられていたが、2000年代初め、地面の擾乱をほとんど発生させない長距離貨物輸送コンベア「RopeCon®」を開発、パプアニューギニア、ジャマイカ、スーダン、スイス、オーストリアなどに導入している。 

### CWAコンストラクション

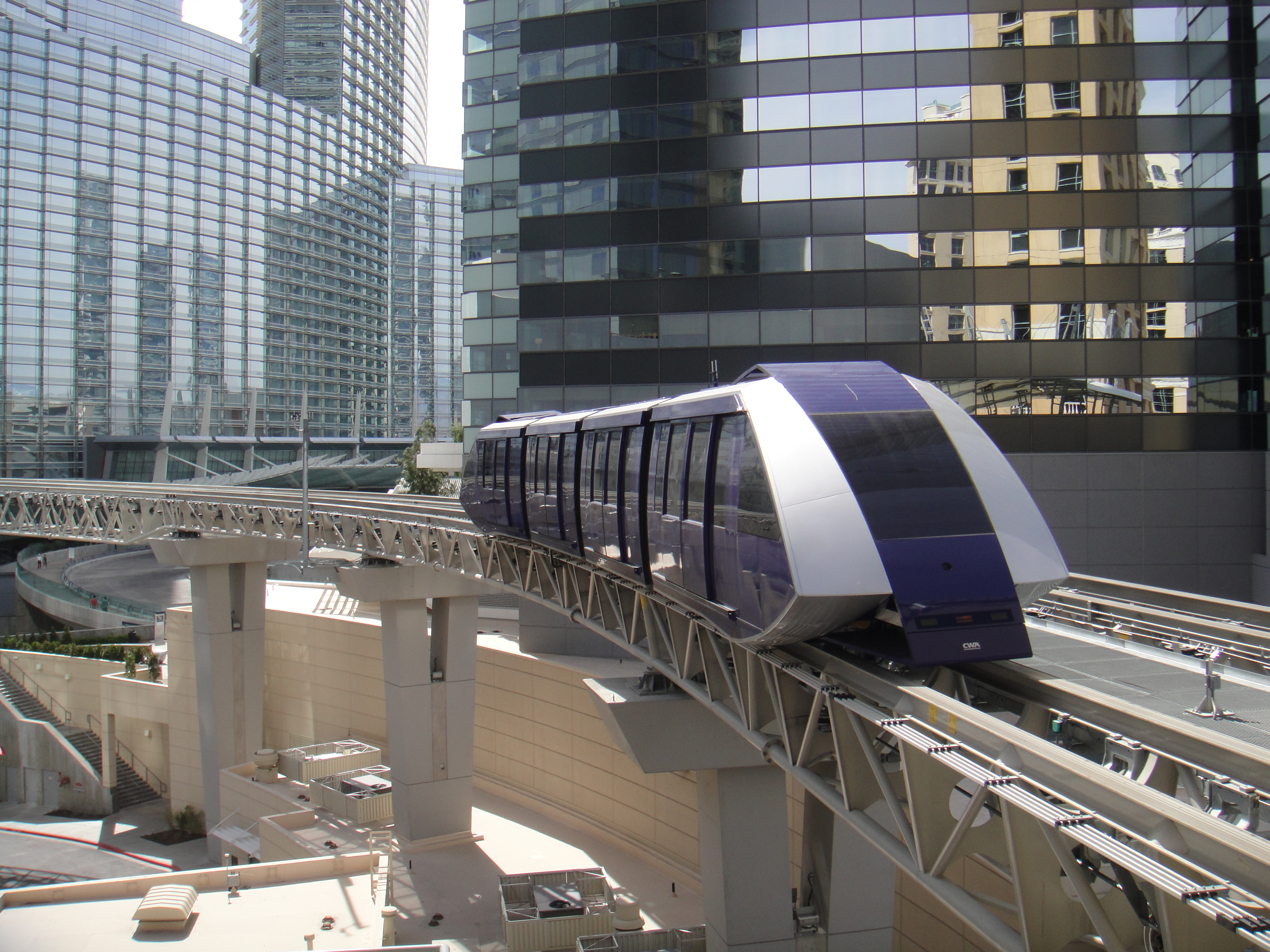
MGMシティー・センター・シャトル（アメリカ合衆国・ラスベガス）

CWAコンストラクションはスイス・オルテンに本社があり、2001年ドッペルマイヤーによって買収された。この会社はドッペルマイヤー等の索道や、新交通システムメーカー向けの車両や搬器を製造している。
また日本向けの搬器も多数製造しており、日本ケーブルが架設した索道にはCWA社製の搬器が運行している事が多い。日本でCWA社製の搬器が運行されている場所としては、箱根ロープウェイ、鬼怒川温泉ロープウェイ、鋸山ロープウェー、YOKOHAMA AIR CABINなどが挙げられる。

### インプットプロジェクト
インプットプロジェクトは、ベルギーのワリビ遊園地のマウンテングライダー・ジェットコースターなどの山岳システムと遊園設備を製造している 。このプロジェクトは問題に続出し、最終的には除去された。 

### LTWイントラロジスティクス
LTWイントラロジスティクスは自動倉庫技術を担当している。 